# Vozembouch
Vozembouch (případně ozembouch, oblastně ozembúch, dále také bambas, bumbas, bumbasa apod.) je lidový rytmický hudební nástroj používaný v české lidové hudbě. Název je odvozen od způsobu hry na nástroj, kdy se zvuk částečně tvoří úderem nohou nástroje o zem. Původ nástroje je zřejmě ve středověku. V současné době je tento nástroj možno označit za téměř zaniklý v jeho původní formě. U starých antikvárních nástrojů se například často navíc vyskytovala jedna, dvě i více strun v kombinaci s „bubínkem“ a bylo na ně možné hrát zřejmě jak údery, chrastěním tak i smyčcem, podobně jako například na indický ravanastron.

## Funkce
Jedná se o různé kombinace idiofonu (činely, valcha), membranofonu (bubínek), případně chordofonu (struna). Vyvinul se možná z hudební tyče – primitivního chordofonu, protože někdy je opatřen střevovou strunou a kolíčkem pro napínání struny, přičemž rezonátor tvořil hovězí močový měchýř naplněný vzduchem. Struna se rozezvučela žíněným smyčcem a nástroj mohl sloužit jako basující doprovod.  Společně s fanfrnochem se vozembouch vyskytuje nejčastěji v dudácké hudbě.

## Vzhled

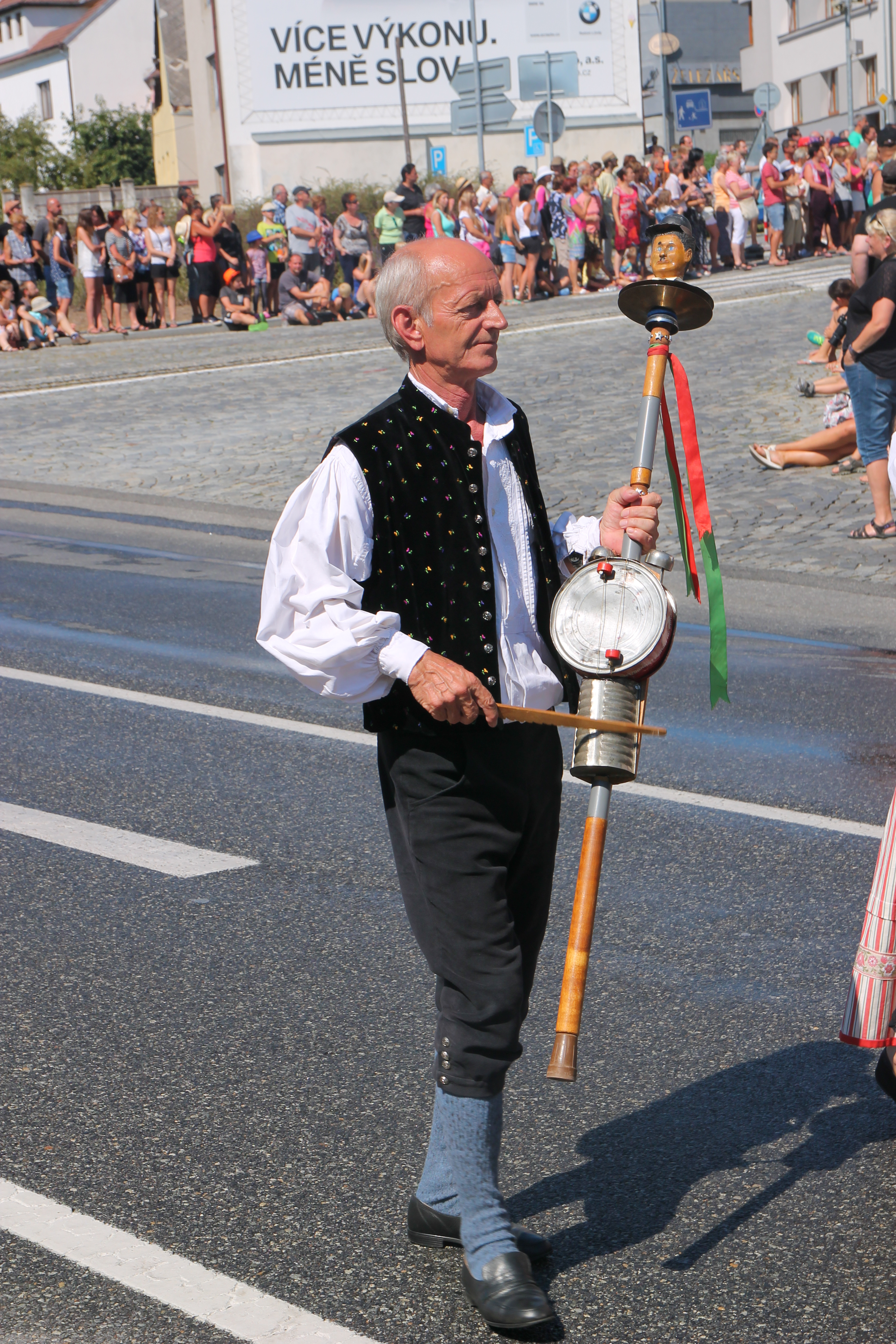
Hráč na vozembouch, Mezinárodní dudácký festival ve Strakonicích

Většina vozembouchů má podobu přibližně 1,7–2 m dlouhé dřevěné tyče o průměru asi 5 cm. V horní části je horizontálně usazen pár malých činelů, které úderem nástroje o zem vydávají charakteristický zvuk. Vertikálně pak je v dolní části (či zhruba v polovině délky) umístěna svisle tamburína (s rolničkami či bez), na kterou se hraje paličkou. Existují také varianty, kde je místo tamburíny bubínek, či dokonce valcha.
Vozembouchy bývají barevně umělecky provedené, ozdobené stuhami obdobnými pomlázce a vrcholek vozembouchu mívá podobu dřevěné napodobeniny lidské hlavy, zpravidla „Turka“ s černými vousy a vlasy.